# Beth Phoenix
Vous lisez un « bon article » labellisé en 2014.
Pour les articles homonymes, voir Phoenix.
Elizabeth Kocianski, née le 24 novembre 1980 à Elmira dans l'État de New York, est une catcheuse (lutteuse professionnelle) américaine, plus connue sous son nom de ring Beth Phoenix.
Elle est principalement connue pour son travail au sein de la World Wrestling Entertainment (WWE), dont elle a remporté le championnat féminin à trois reprises et celui des Divas une fois. Auparavant elle a travaillé à l'Ohio Valley Wrestling (OVW) où elle a remporté le championnat féminin de cette fédération. Elle est aussi la seconde femme (après Chyna) à avoir participé à un Royal Rumble match lors de l'édition 2010 de l’événement éponyme, et la première à avoir pris part au Royal Rumble match féminin et au Royal Rumble match masculin. Elle fait partie du WWE Hall of Fame depuis 2017.

## Biographie
Kocianski commence la lutte dans le club scolaire du lycée Notre Dame High School d'Elmira (où elle y pratique également le tennis et l'athlétisme). Elle devient en 1999 championne féminine de lutte libre dans la catégorie des moins de 72 kg, et remporte la même année un tournoi féminin organisé lors de la Great New York State Fair (en). Elle rejoint également un temps l'association de lutte libre USA Wrestling. Son but était, selon ses déclarations, d'avoir une solide expérience de lutteuse pour ensuite devenir catcheuse.

### Entraînement (1999–2004)
Après avoir obtenu son diplôme d'études secondaires en 1999, Kocianski s'inscrit à la fois dans une école de catch et au Canisius College (en), une université catholique de Buffalo. Elle renonce à intégrer le Donjon des Hart, car celui-ci est situé trop loin de son domicile. Dans son école de lutte, elle rencontre l'équipe des All Knighters, composée de Robin Knightwing et de son frère Joey Knight, son futur époux. Elle en deviendra plus tard la manager. Elle apparaît pour la première fois dans un match durant lequel elle est la manager de Don Montoya, qui gagne face à Reckless Youth. Le 14 juillet 2001, elle dispute son premier match en solitaire sous le nom de ring de Phoenix, qui se solde par une victoire face à Alexis Laree en 2001. Par la suite, elle travaille dans diverses fédérations secondaires telles que la Cleveland All Pro Wrestling ou l’Apocalypse Wrestling Federation sous le pseudonyme de Phoenix.
En 2002, elle rejoint la toute nouvelle fédération de catch féminin GLORY Wrestling, et en devient la toute première championne suprême en conquérant le GLORY Championship. Elle rejoint ensuite la Far North Wrestling (FNW), une fédération de Pennsylvanie, où elle est pendant un certain temps l'unique catcheuse, participant ainsi à un grand nombre de matches mixtes. Elle gagne notamment face à Joey Knight et Kevin Grace en 2003, devenant la première femme championne des poids mi-lourds de la FNW le 16 novembre. Plus tard dans l'année, elle participe à un tournoi de catch féminin, le World Xtreme Wrestling's annual Women's Elite organisé par la World Xtreme Wrestling, où elle se hisse jusqu'en finale et perd face à April Hunter. Elle participe de nouveau à ce tournoi deux ans plus tard, en 2005. Au premier tour, elle gagne contre Nikki Roxx, mais perd au second tour contre Alicia. Le mois suivant, elle apparaît lors du tout premier show de la Shimmer Women Athletes, la division féminine de la Ring of Honor. Elle se fait remarquer dans un match sans titre en jeu contre la championne féminine du Midwest de la National Wrestling Alliance, MsChif (en) qu'elle remporte.

### World Wrestling Entertainment(2004–2012)

#### Ohio Valley Wrestling(2004–2006)

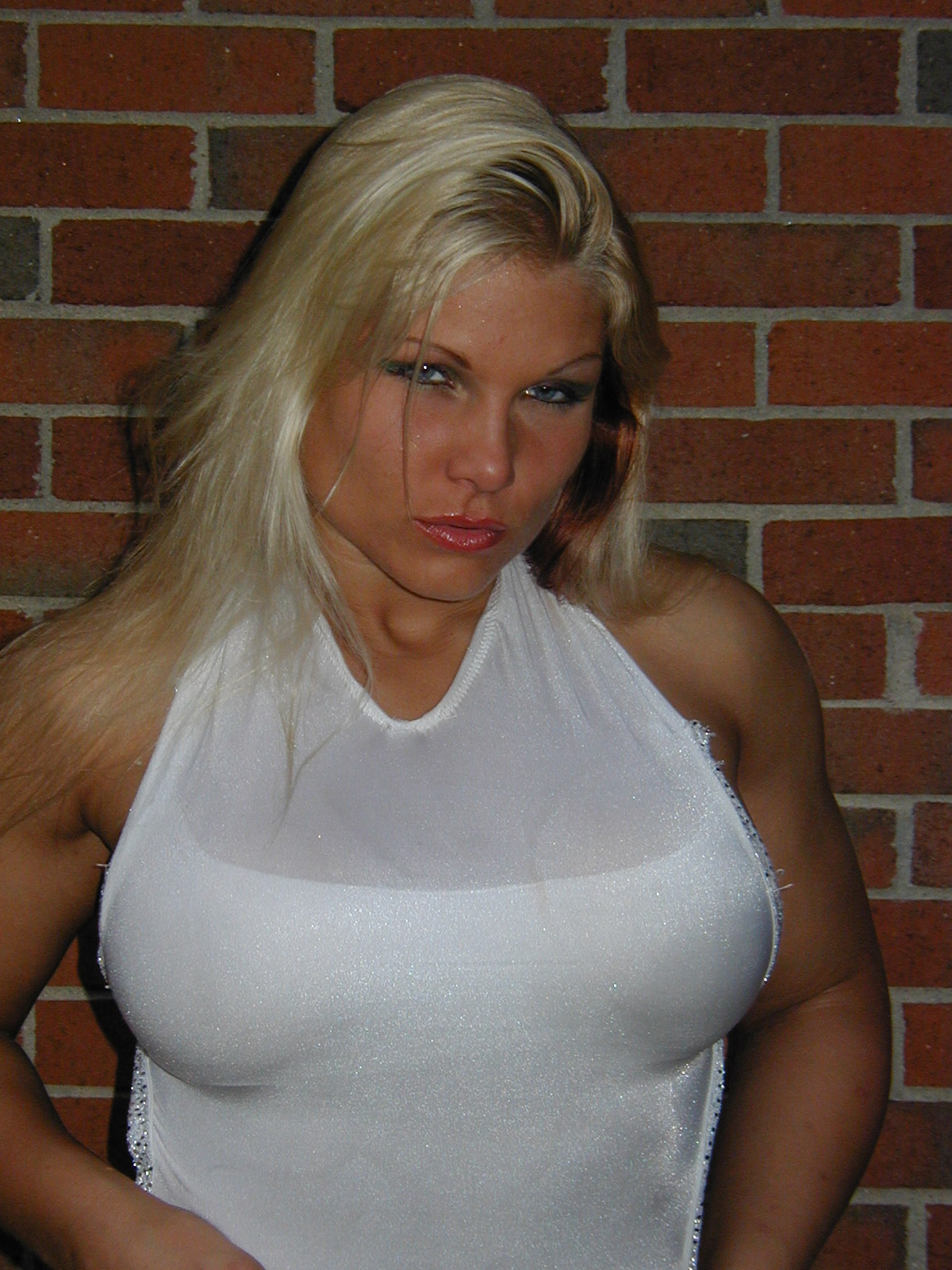
Beth Phoenix à la OVW, en 2005.

Kocianski débute à l’Ohio Valley Wrestling (OVW) en tant que manager de Chris Masters, et dispute son premier combat sous le nom de ring de Beth Phoenix, qu'elle perd face à Alexis Laree le 13 août. Par la suite elle devient la manager d'Aaron Stevens à partir d'août 2005. En octobre, elle signe un contrat avec la World Wrestling Entertainment (WWE) et reste à l'OVW tout en apparaissant dans quelques spectacles non télévisés ainsi qu'à Raw : d'abord le 8 mai où Mickie James, à la suite de sa victoire face à Maria Kanellis, attaque Trish Stratus, et Beth Phoenix (alors habillée comme une simple fan) pour défendre Stratus. Le 29 mai avec Torrie Wilson, elle gagne contre Candice Michelle et Victoria. Le 5 juin, Phoenix affronte Victoria dans son premier match en solitaire et, malgré sa victoire, son adversaire lui fracture la mâchoire durant le match en lui donnant une claque,. La WWE décide ensuite de l'envoyer de nouveau à la OVW.
Le 16 août 2006, Beth Phoenix revient à la OVW, et tente sans succès de remporter le championnat féminin de la OVW au cours d'une bataille royale remportée par O.D.B., puis le 13 septembre dans un Fatal Four Way match contre Serena Deeb, Katie Lea et la championne O.D.B. , match que remporte Serena Deeb. Le 4 octobre 2006, Beth Phoenix parvient à vaincre celle-ci et à lui reprendre le titre. Quelques semaines plus tard, elle perd le titre face à Victoria Crawford dans un Gauntlet match mais le récupère la semaine suivante en remportant une bataille royale à huit. Le règne de Crawford est par la suite déclaré inexistant par la OVW, les deux règnes de Beth Phoenix étant donc considérés comme un seul et unique règne ininterrompu. Elle perd finalement le titre contre Katie Lea, sa troisième adversaire d'un nouveau Gauntlet match le 2 novembre. Elle obtient un match revanche le 23 décembre dans un Ladder match remporté par Katie Lea.
En 2007, elle travaille simultanément pour l'OVW et la WWE jusqu'à ce que les deux fédérations rompent leurs liens et qu'elle rejoigne cette dernière. Son dernier match sera un match pour désigner la challengeuse au titre féminin le 18 août contre Katie Lea, qu'elle perd.

#### The Glamazon(2007–2008)

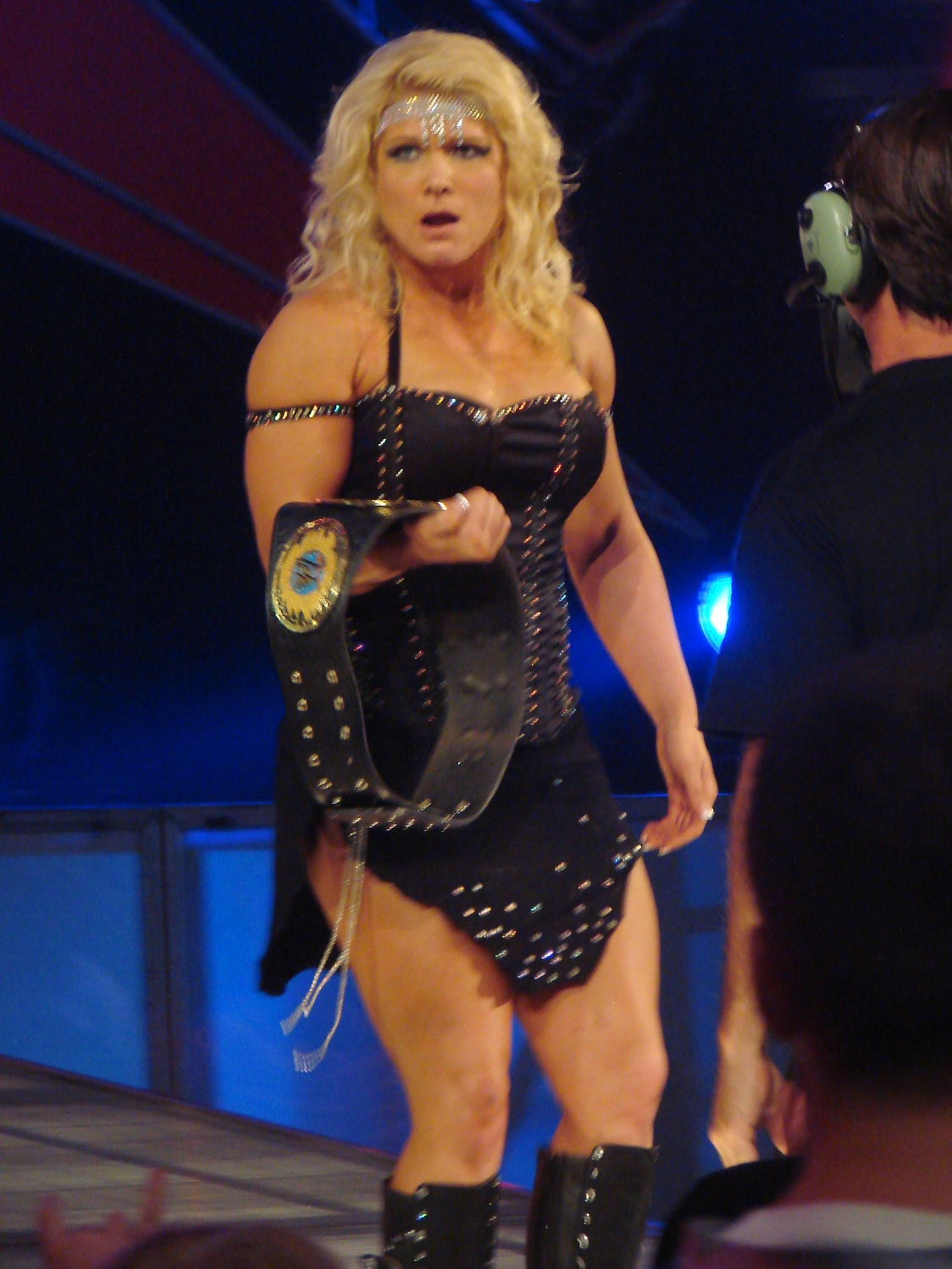
Beth Phoenix juste après avoir remporté le WWE Women's Championship à No Mercy.

Le retour de Phoenix sur les rings de la WWE se fait le 9 juillet 2007 à Raw où elle incarne une heel (une « méchante ») et est surnommée The Glamazon, surnom qu'elle gardera tout au long de sa carrière. Melina Perez fait appel à elle afin de la remplacer pour s'allier à Jillian Hall face à Mickie James et Candice Michelle. Ce match est remporté par l'équipe de Candice qui fait le tombé sur Jillian. Après le match, Melina, Jillian et Phoenix attaquent leurs adversaires.
Le 26 août à SummerSlam, Phoenix gagne une bataille royale qui la mène à un match pour le championnat féminin de la WWE à Unforgiven face à Candice Michelle, match qu'elle perd. Huit jours plus tard, un match par équipe mixte oppose les deux femmes : Beth Phoenix et Shelton Benjamin remportent le match face à Candice Michelle et Jeff Hardy. Elle s'empare du titre lors d'un match revanche le 7 octobre à No Mercy.
Elle défend avec succès son titre le 22 octobre à RAW face à Candice Michelle dans un match au meilleur des trois tombés. Elle participe à un match par équipe aux Survivor Series où elle s'associe avec Jillian Hall, Layla El, Melina Perez et Victoria, et perdent face à Kelly Kelly, Maria Kanellis, Michelle McCool, Mickie James et Torrie Wilson. Elle finit l'année 2007 en défendant à deux reprises son titre d'abord face à Mickie James à Armageddon, puis à RAW le 31 décembre dans un Triple Threat match face à cette dernière, et Melina Perez.
Le 30 mars 2008 à WrestleMania XXIV, elle remporte un Lumberjill match face à Ashley Massaro et Maria Kanellis. Elle perd son titre le 14 avril à Londres contre Mickie James après un règne de presque 200 jours. Elle se lance par la suite dans une rivalité avec Melina Perez, en parallèle de celle avec Mickie James, lorsque la première lui fait involontairement perdre un Lumberjill match pour le titre le 5 mai face à Mickie James en lui donnant un coup de pied. Cette rivalité donne lieu à un Triple Threat match pour le titre à Judgment Day que James remporte. Le 1er juin à One Night Stand, Beth Phoenix mettra fin à sa rivalité avec Melina Perez en la battant dans le premier « I Quit » match féminin de l'histoire de la fédération. Le lendemain, elle fait équipe avec Katie Lea, et toutes deux remportent leur match face à Mickie James et Melina Perez. La semaine suivante, elle perd face à Mickie James et est attaquée par Melina Perez à la fin du match.

#### Glamarella (2008–2009)

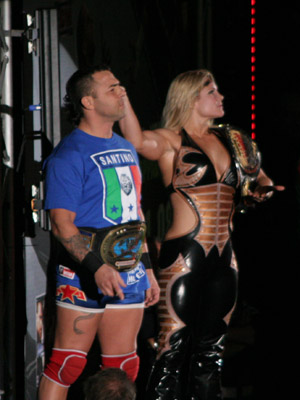
Glamarella avec leurs deux ceintures respectives.

Le 14 juillet, elle gagne face à Santino Marella lors d'un match inter-genre. La semaine suivante, Marella perd contre D-Lo Brown, et Phoenix monte sur le ring pour l'embrasser. Ils forment dès lors une équipe surnommée Glamarella et remportent un match face à D-Lo Brown et Kelly Kelly la semaine suivante. À SummerSlam, elle récupère le Championnat Féminin de la WWE en gagnant contre Mickie James dans un match mixte durant lequel Santino Marella remporte aussi le titre de champion intercontinental contre Kofi Kingston. Elle défend avec succès son titre face à Mickie James le 8 septembre à RAW. Elle fait ensuite une apparition à SmackDown le 3 octobre, où elle gagne contre Michelle McCool lors d'un Lumberjill match, opposant pour la première fois les deux titres féminins de la WWE, le championnat féminin de Beth et le championnat des Divas de Michelle.
Après avoir défendu son titre à No Mercy face à Candice Michelle, elle donne la victoire à son équipe (avec Jillian Hall, Katie Lea, Layla El, Lena Yada, Maryse Ouellet, Natalya Neidhart et Victoria) aux Survivor Series face à Brie Bella, Candice Michelle, Eve Torres, Kelly Kelly, Mae Young, Michelle McCool, Mickie James et Tiffany Terrell dans un match à élimination où elle a été la dernière représentante de son équipe. Le 8 décembre, elle perd, avec Santino, un match face à Finlay et Hornswoggle. Le même soir, elle se voit remettre le Slammy Award 2008 de la Diva de l'année de la part de Melina Perez et après avoir accepté son trophée, elle attaque sa rivale et blesse accidentellement Santino à l'entrejambe après avoir été poussée par Melina Perez. Elle perd, une nouvelle fois avec Santino, face à John Cena et Trish Stratus le 22 décembre.
Le duo perd à nouveau un match par équipe mixte face à Goldust et Melina Pérez, la challengeuse pour le titre de Beth, le 5 janvier 2009, titre que cette dernière lui ravit lors du Royal Rumble 2009. Elle combat dans deux matches de championnat qu'elle perd par la suite, d'abord en ouverture de No Way Out le 15 février, puis le lendemain à Raw. Elle continue sa rivalité avec Melina Perez dans des combats par équipe où elle perd, d'abord un combat mixte où Glammarella est allié à Dolph Ziggler, et Melina à Cryme Tyme (JTG et Shad Gaspard) le 23 février ; puis, dans un combat par équipe féminin le 16 mars, où Beth fait équipe avec Jillian Hall et Layla El face à Melina, Kelly Kelly et Mickie James.
À WrestleMania XXV, elle participe à une bataille royale à 25 pour devenir la première Miss WrestleMania. Elle s'y illustre en comptabilisant le plus grand nombre d'éliminations, mais est éliminée par un Santino Marella travesti en Santina, et qui de plus s'adjuge ledit titre. Le lendemain, elle dissout officiellement Glamarella et entre en rivalité avec Santina, rivalité dans laquelle elle perd tous ses matches, notamment dans un match pour le titre de Miss WrestleMania à Backlash. Cette rivalité prend fin le 11 mai par la victoire de Santina.

#### Diverses rivalités (2009–2011)
Le 18 mai, Phoenix participe à une bataille royale pour désigner la challengeuse pour le championnat des Divas remporté par Kelly Kelly. Elle gagne, par la suite, deux occasions pour devenir challengeuse pour ce titre ; le 29 juin dans un Fatal four-way match face à Kelly Kelly, Rosa Mendes et Mickie James, que remporte cette dernière ; puis le 10 août dans un Fatal four-way match face à Alicia Fox, Kelly Kelly et Gail Kim, qui le remporte. Beth remporte par la suite une bataille royale en ouverture de SummerSlam. Le 31 août, après avoir remporté plus tôt dans la soirée une bataille royale, Beth obtient un match pour le championnat des Divas face à Mickie James mais elle perd ce match. Le 12 octobre, Beth Phoenix est draftée à SmackDown en même temps que Mickie James. Après plusieurs apparitions en coulisses avec James, Michelle McCool et Mae Young, elle donne la victoire à son équipe composée de Michelle McCool et de Natalya Neidhart dans un match par équipe SmackDown vs Raw face à Gail Kim, Kelly Kelly et Melina Perez lors de Bragging Rights. Elle remporte son premier match à Smackdown le 30 octobre face à Jenny Brooks, une jobber, et reste invaincue plus d'un mois avant de subir sa première défaite le 4 décembre dans un Triple threat match face à Mickie James et Natalya Neidhart pour déterminer la challengeuse pour le championnat féminin, détenu par Michelle McCool. Entre-temps, elle perd un match en équipe à élimination lors des Survivor Series où elle fait partie de l'équipe de Michelle McCool (Alicia Fox, Jillian Hall et Jillian Hall) face à l'équipe de Mickie James (Eve Torres, Gail Kim, Kelly Kelly et Melina Perez). Durant ce match, elle élimine Eve Torres et Kelly Kelly mais se fait sortir par Mickie James. Le 14 décembre à RAW, elle fait équipe avec Alicia Fox, Layla El, Maryse Ouellet, Michelle McCool, Natalya Neidhart et Rosa Mendes et elles perdent face à Kelly Kelly, Melina Perez, Mickie James, The Bella Twins (Brie et Nikki Bella), Gail Kim et Maria Kanellis.
Elle gagne contre Layla El le 8 janvier 2010, puis, à la fin du match, se fait attaquer par Mickie James. Elle perd par disqualification face à cette dernière la semaine suivante. Au Royal Rumble, elle devient la seconde femme à participer à un Royal Rumble match après Chyna, qui avait participé à deux reprises à ce match. Entrée en 6e position, elle parvient à éliminer le Great Khali en l'embrassant, mais est à son tour éliminée par CM Punk après que ce dernier lui a porté son GTS. Elle déclare dans une interview en mars 2013, qu'il s'agit de l'un de ses moments préférés durant son passage à la WWE.

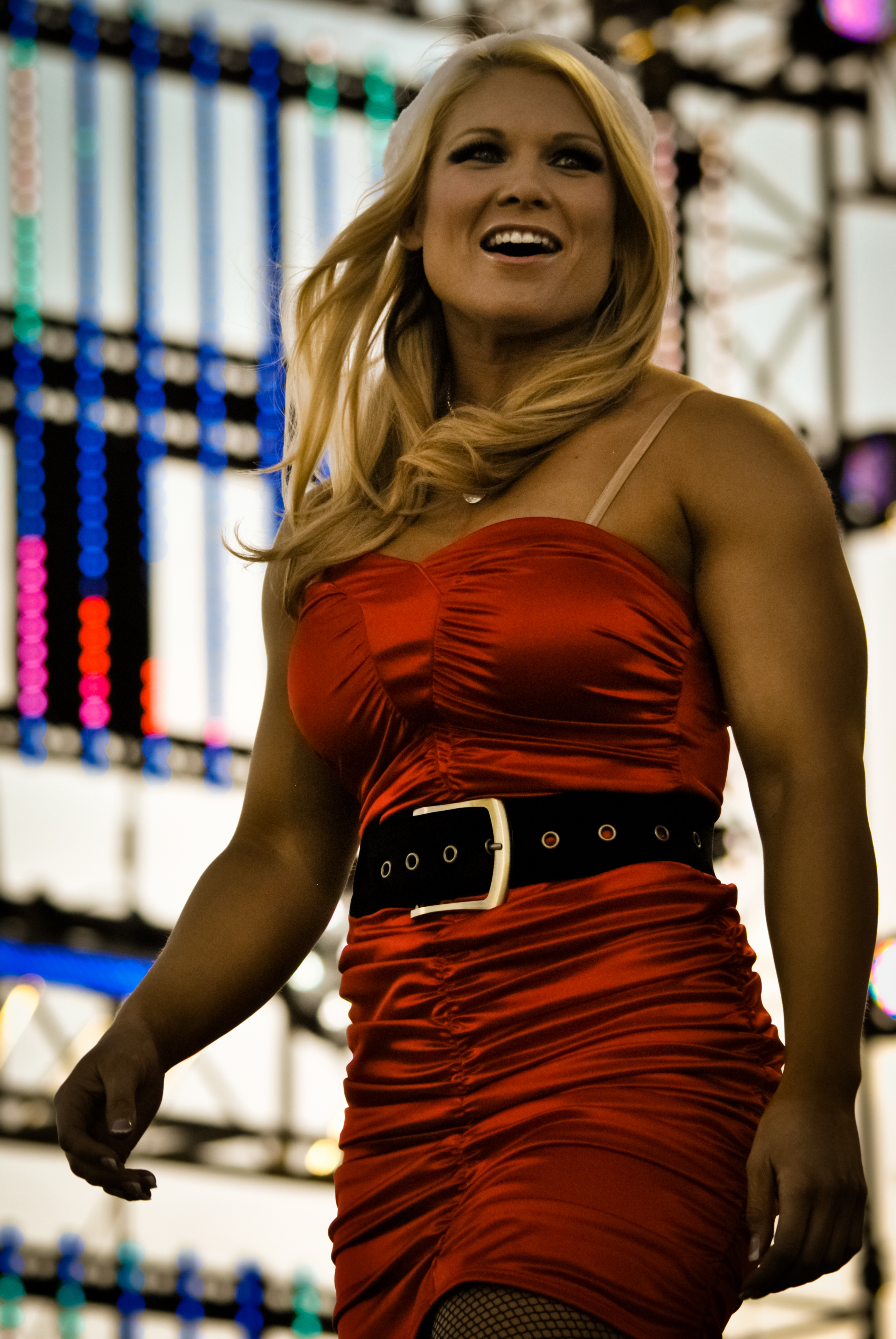
Beth, lors de Tribute to the Troops 2010.

Le 12 mars, Phoenix effectue un face turn en aidant Tiffany Terrell tandis que cette dernière est attaquée par Michelle McCool, Layla El et Vickie Guerrero, et entame une rivalité avec ces dernières. À Extreme Rules, elle gagne contre Michelle McCool lors d'un Extreme Makeover match, et s'empare, pour la troisième fois, du championnat féminin de la WWE. À la suite d'une blessure au genou lors d'un match contre Rosa Mendes le 4 mai aux enregistrements de Superstars du 6,, elle doit céder son titre lors du Smackdown du 14 mai (qui se déroulait dans sa ville natale Buffalo), face à LayCool (Michelle McCool et Layla El) dans un Texas Tornado Handicap match. Layla El remporte le match. Elle est, par la suite, absente en raison de cette blessure légitime qui a nécessité une intervention chirurgicale.
Elle fait son retour lors des Survivor Series en sauvant la nouvelle Championne des Divas Natalya Neidhart qui est attaquée par LayCool, reprenant sa rivalité avec elles. Son premier match officiel, depuis son retour, est une bataille royale, le 13 décembre, lors du Raw spécial Slammy Awards, mais elle perd contre Michelle McCool, McCool devenant alors la Diva de l'année. À TLC: Tables, Ladders & Chairs, elle et Natalya Neidhart battent LayCool dans le premier Tables match de Divas de l'histoire de la WWE. Le 31 décembre, Beth et Natalya Neidhart remportent un match en équipe face à LayCool. Elle continue sa rivalité avec les LayCool en battant Michelle McCool le 14 janvier 2011, puis Layla El la semaine suivante. Elle affronte LayCool dans des matchs par équipe d'abord le 4 mars où elle perd avec Rosa Mendes, puis le 8 avril où elle remporte le match avec Kelly Kelly comme équipière.

#### Divas of Doom(2011–2012)
Lors du draft supplémentaire de 2011, Beth Phoenix est de nouveau draftée à RAW. Le 23 mai, son match par équipe avec Kelly Kelly, Gail Kim et Eve Torres contre les Bella Twins, Maryse Ouellet et Melina Perez se termine en No Contest à la suite de l'intervention de Kharma qui s'écroule dans le ring en pleurant. Le 13 juin, Beth gagne un match en équipe avec Kelly Kelly, Eve Torres, Gail Kim, Natalya Neidhart, Kaitlyn et AJ Lee contre les Bella Twins, Maryse Ouellet, Melina Perez, Alicia Fox, Tamina Snuka et Rosa Mendes. Le 18 juillet a lieu un match revanche entre ces deux équipes où Beth donne la victoire à son équipe en faisant le tombé sur Rosa Mendes.
Le 1er août, elle remporte une bataille royale afin de déterminer la challengeuse au championnat des Divas détenu par Kelly Kelly. Après avoir remporté le match, elle attaque la championne qui venait la féliciter. Le 12 août, elle gagne avec Natalya Neidhart contre AJ Lee et Kaitlyn et elles décident d'appeler leur alliance les Divas of Doom. À SummerSlam le 14 août, Beth perd son match de championnat face à Kelly Kelly. Le lendemain à RAW, elle apparaît sous le titantron (l'écran géant) avec Natalya Neidhart pour applaudir Kelly Kelly et Eve Torres à la suite de leur victoire face aux Bella Twins. Elles feront de même la semaine suivante à la suite de la victoire d'Eve Torres face à Nikki Bella, cela dans le but de se moquer de leurs rivales. Le 30 août, Beth et Natalya gagnent face à Alicia Fox et Kelly Kelly, et le lundi suivant à Raw Beth Phoenix bat Eve Torres pour redevenir l'aspirante au titre des Divas. Le 12 septembre, Kelly Kelly gagne son match contre Vickie Guerrero et après le match, Beth tente, sans succès, d'attaquer Kelly Kelly. À Night of Champions, elle perd son match contre Kelly Kelly pour le championnat des Divas. Le lendemain à RAW, elle perd avec Natalya Neidhart contre Kelly Kelly et Eve Torres, et le 23 septembre, les Divas of Doom l'emportent face à AJ Lee et Kaitlyn. Le 26 septembre, Beth et Natalya Neidhart gagnent leur match revanche face à Kelly Kelly et Eve Torres. À Hell in a Cell, Beth remporte le Championnat des Divas de Kelly Kelly à la suite de l'intervention de Natalya Neidhart. Sa rivalité avec Kelly Kelly continue dès le lendemain où, elle et Natalya remporte un match face à Eve Torres et Kelly Kelly, et le 11 octobre elle défait Kelly Kelly dans un match où son titre n'était pas en jeu,. À Vengeance, Beth conserve son titre après sa victoire face à Eve Torres. puis leconserve à nouveau dans un Lumberjill match le 20 novembre aux Survivor Series puis à TLC: Tables, Ladders and Chairs face à Kelly Kelly le 18 décembre,.

#### Retour en solo et départ (2012)

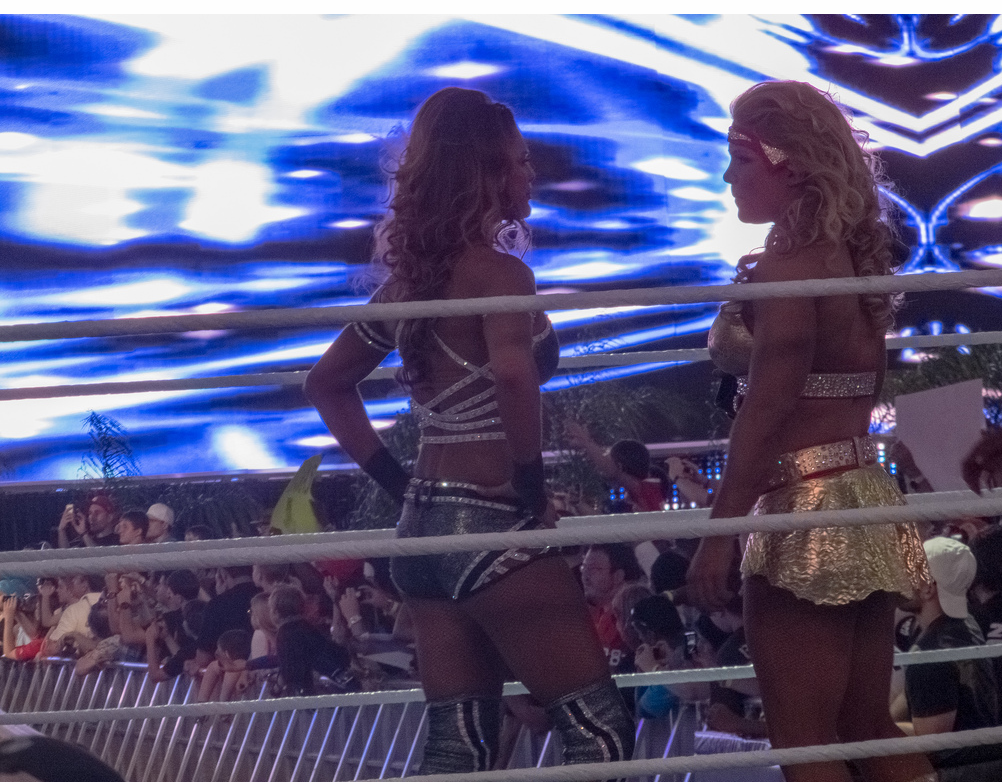
Phoenix et Eve Torres à WrestleMania XXVIII.

Le 29 janvier lors du Royal Rumble, Phoenix participe avec Natalya Neidhart et Brie et Nikki Bella à un match en équipe qu'elles remportent face à Alicia Fox, Eve Torres, Tamina Snuka et Kelly Kelly. Le lendemain à Raw, elle conserve son titre face à Eve. Lors d'Elimination Chamber elle défend avec succès son titre face à Tamina Snuka. À WrestleMania XXVIII, elle perd un match par équipe en compagnie d'Eve Torres contre Maria Menounos et Kelly Kelly. Le 23 avril à RAW, elle perd son titre face à Nikki Bella dans un match de bûcheronnes, au cours duquel elle se blesse à la cheville (blessure scénaristique). Elle obtient un match revanche pour le titre à Extreme Rules, mais elle est remplacée par Layla El qui gagne le match et le titre,. Le 14 mai à RAW, elle bat Alicia Fox et l'attaque à la fin du match, Layla El interviendra pour faire fuir la Glamazone. Beth a la possibilité de récupérer son titre face à Layla El lors d'Over the Limit mais échoue. Le 15 juin à Smackdown, elle bat Alicia Fox sous les yeux de Layla El, assise à la table des commentateurs. À No Way Out, elle perd une deuxième fois un match de championnat face à cette dernière. Lors du RAW du 25 juin, elle participe à une bataille royale de Divas, remportée par AJ Lee. À Money in the Bank, elle perd avec Natalya et Eve Torres contre Layla, Kaitlyn et Tamina Snuka. Le 13 août, elle et Eve perdent face à Layla El et Kaitlyn.
Le 10 septembre à RAW, elle perd un match par équipe avec Natalya Neidhart et Alicia Fox contre Layla El, Kaitlyn et Eve Torres. Le 24 septembre, elle et Eve Torres parviennent à remporter leur match face à Layla El et Alicia Fox. Après ce match, Kaitlyn intervient pour dire que celle qui l'a attaqué à Night of Champions était une blonde ; Beth Phoenix a nié toute implication, Eve Torres, qui est devenue championne des Divas, attaque alors Kaitlyn. Le 28 septembre à Smackdown, elle bat Natalya Neidhart, après le match Eve arrive sur le ring et lui annonce que tant que l'affaire de l'agression n'est pas résolue, elle est suspendue mais Booker T (alors General Manager de Smackdown) arrive pour annuler la suspension qu'a ordonnée son assistante. Cela aboutit à un match opposant Beth Phoenix à Eve le 1er octobre à RAW que cette dernière a remporté. Le 29 octobre, elle perd face à AJ Lee, mais la General Manager Vickie Guerrero fait recommencer le match et cette fois-ci, Phoenix l'emporte. Plus tard en coulisses, Beth Phoenix remercie Vickie Guerrero d'avoir relancé le match, mais cette dernière n'ayant pas apprécié la première défaite de Phoenix décide de la renvoyer de la WWE. En réalité, cette décision s'explique par le fait que son contrat expirait à la fin du mois et qu'il n'était pas renouvelé.
En mars 2013, lors d'une interview elle déclare qu'elle met un terme à sa carrière de catcheuse et a déclaré « Pour chasser d'autres rêves, j'ai en quelque sorte eu à prendre cette décision très difficile à passer à la prochaine étape de ma vie », faisant ainsi référence au fait qu'elle souhaite avoir des enfants,.

#### WWE Hall Of Fame et commentatrice NXT (2017-...)
En février 2017 on apprend qu'elle est intronisé au WWE Hall Of Fame. Le 2 avril 2017 au WWE Hall Of Fame elle se fait introniser par son ancienne partenaire, Natalya Neidhart. Elle devient aussi la plus jeune Hall Of Famer de l'histoire de la WWE au moment de son intronisation.
Le 22 janvier lors du premier Royal Rumble féminin, donné en 2018, elle apparaît en 24e position mais est éliminée par Natalya.
À partir du 16 janvier 2018, elle rejoint Corey Graves et Michael Cole en tant que commentatrice de l'émission WWE Mixed Match Challenge.
En mai 2019, elle commence le rôle de commentatrice pour WWE NXT aux côtés de Nigel McGuinness et Mauro Ranallo, en remplacement de Percy Watson.

#### Retour sur le ring, des Divas of Doom et diverses apparitions (2019-...)
Le 10 mars 2019 à Fastlane, après la conservation des titres féminins par équipe de la Boss'n'Hug Conncetion contre Nia Jax et Tamina, elle vient en aide aux deux premières qui se font agresser par leurs adversaires, mais est elle aussi attaquée par les deux Samoanes, jusqu'à ce que Natalya vole à sa rescousse. Le 25 mars à Raw, elle annonce officiellement son retour sur le ring, la reformation des Divas of Doom avec la Canadienne et chercher les titres féminins par équipe de la WWE à WrestleMania 35.
Le 7 avril à WrestleMania 35, Natalya et elle ne remportent pas les titres féminins par équipe de la WWE, battues par les IIconics dans un Fatal 4-Way Tag Team match, qui inclut également la Boss'n'Hug Connection, Nia Jax et Tamina. 
Le 26 janvier 2020 au Royal Rumble, elle entre dans le Royal Rumble match féminin en 19e position, élimine son ancienne coéquipière avant d'être elle-même éliminée par Shayna Baszler.
Le 29 janvier 2022 au Royal Rumble, Edge et elle battent le Miz et Maryse. 
Le 8 octobre à Extreme Rules, après la victoire de Finn Bálor sur son mari dans un «I Quit» match, elle subit un Con-Chair-To de Rhea Ripley. 
Le 28 janvier 2023 au Royal Rumble, elle vient en aide à son mari en portant un Spear à l'Australienne, qui a agressé son époux après que celui-ci se soit bagarré avec les deux membres masculins du Judgment Day. Le 18 février à Elimination Chamber, Edge et elle battent Finn Bálor et Rhea Ripley.

## Reconnaissance de ses pairs
En janvier 2015, le Cauliflower Alley Club (en), une fraternité  de boxeurs et de catcheurs, annonce que Beth Phoenix va recevoir en avril le Woman Wrestling Award pour l'ensemble de sa carrière. Quelques jours après cette annonce, le George Tragos/Lou Thesz Professional Wrestling Hall of Fame, un des Hall of Fame non lié aux fédérations de catch, annonce qu'elle va recevoir le Frank Gotch Award début juillet.
Le 16 avril, c'est son partenaire Edge qui la présente et déclare « Elle n'était pas un mannequin, ni une diva, mais une catcheuse. », elle déclare être épanouie dans sa vie de famille.
Le 12 juillet, l'ancien commentateur de la World Wrestling Entertainment Jim Ross la présente au George Tragos/Lou Thesz Professional Wrestling Hall of Fame

## Palmarès

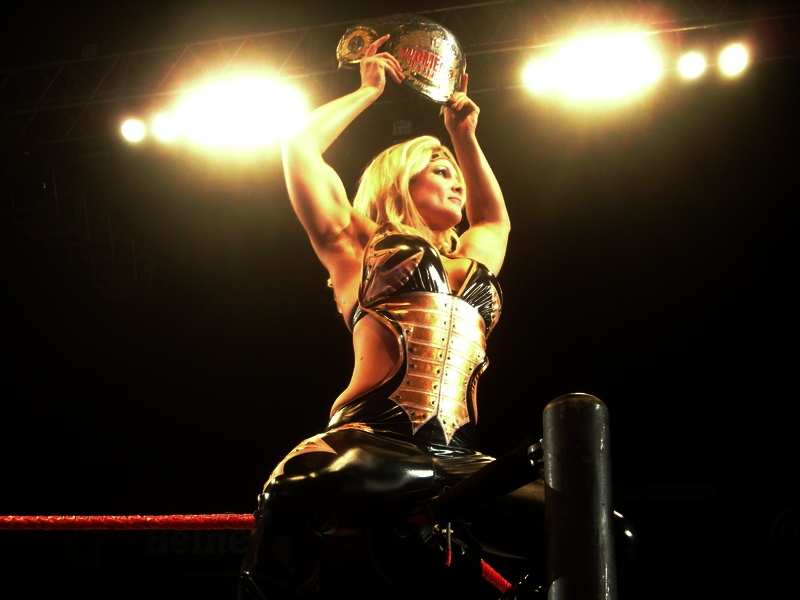
Beth Phoenix qui brandit sa ceinture de championne féminine de la WWE.

### Lutte
- New York State Fair
  - Championne féminine (moins de 72 kilos, 1999)[2].
- North-East Wrestling
  - Championne féminine (moins de 72 kilos, 1999)[2]

### Catch
- Apocalypse Wrestling Federation
  - 1 fois Championne féminine de la AWF[141]
- Cauliflower Alley Club (en)
  - Woman Wrestling Award (2015)[139]
- Far North Wrestling
  - 1 fois Championne poids-légers de la FNW[2],[142]
- GLORY Wrestling
  - 1 fois Championne de la GLORY[143]
- George Tragos/Lou Thesz Professional Wrestling Hall of Fame
  - Frank Gotch Award (2015)[140]
- Ohio Valley Wrestling
  - 1 fois Championne féminine de la OVW[142] (plus un règne non officiel)
- World Wrestling Entertainment
  - 3 fois Championne féminine de la WWE[142]
  - 1 fois Championne des Divas de la WWE[142]
  - Slammy Award de la Diva de l'année en 2008
  - WWE Hall Of Fame 2017

## Récompenses de magazines
- Pro Wrestling Illustrated

| Année | 2008 | 2009 | 2010 | 2011 | 2012 |
| ----- | ---- | ---- | ---- | ---- | ---- |
| Rang  | 2    | 7    | 7    | 7    | 2    |

## Vie privée
Elizabeth Kocanski est née à Elmira où elle a passé son enfance. À l'âge de onze ans, elle a gagné un concours de coloriage et a reçu comme récompense un billet pour assister à une émission de la World Wrestling Federation. Elle a déclaré plus tard que c'est à cette occasion qu'a débuté sa passion pour le catch, ses catcheurs préférés étaient Owen Hart et Ted DiBiase, Sr..
Elle a été mariée au catcheur Joey Knight,,,, et a eu une relation avec CM Punk. Elle est actuellement mariée au catcheur Adam Copeland qui s'est fait connaître sous le nom d'Edge. En février 2014, ce dernier annonce lors d'une interview télévisée qu'elle a donné naissance à son premier enfant, une petite fille Lyric Rose, née le 12 décembre 2013. Ils ont une seconde fille prénommée Ruby Ever née le 31 mai 2016.